# Jany (Gołdap)
Jany (deutsch Groß Jahnen) ist ein Ort in der polnischen Woiwodschaft Ermland-Masuren, der zur Stadt- und Landgemeinde Gołdap (Goldap) im Kreis Gołdap gehört.

## Geographische Lage
Jany liegt im Nordosten der Woiwodschaft Ermland-Masuren am Westufer der Goldap (polnisch: Gołdapa). Die einstige – jetzt in Russland gelegene – Kreisstadt Darkehmen (1938 bis 1946: Angerapp, russisch: Osjorsk) ist 19 Kilometer entfernt, bis zur jetzigen Kreismetropole Gołdap (Goldap) sind es elf Kilometer. Die Gegend bei Jany ist touristisch besonders attraktiv für Kanusportler.

## Geschichte
Das vor 1554 Wilannawety, danach vor 1785 Jahnen und nach 1785 Groß Jahnen genannte Dorf war von 1874 bis 1945 Teil des Amtsbezirks Rogahlen (polnisch: Rogale), der – 1939 in „Amtsbezirk Gahlen“ umbenannt – zum Kreis Darkehmen (1939 bis 1945: Landkreis Angerapp) im Regierungsbezirk Gumbinnen der preußischen Provinz Ostpreußen gehörte.
197 Einwohner waren im Jahr 1910 in Groß Jahnen gemeldet, im Jahre 1925 waren es 200. Obwohl am 30. September 1928 der Gutsbezirk Klein Jahnen (polnisch: Janki) eingegliedert worden war, betrug die Einwohnerzahl bis 1933 nur 206 und belief sich 1939 noch auf 180.
In Kriegsfolge wurde 1945 der Landkreis Angerapp geteilt: der nördliche (größere) Teil kam zur russischen Oblast Kaliningrad (Gebiet Königsberg (Preußen)), der südliche (kleinere) Teil und mit ihm auch Groß Jahnen kam zu Polen. Seitdem heißt das Dorf „Jany“, war zwischen 1945 und 1975 dem Kreis Węgorzewo (Angerburg) zugehörig und ist jetzt ein Schulzenamt (polnisch: Sołectwo) sowie Ortsteil der Stadt- und Landgemeinde Gołdap im Powiat Gołdapski, bis 1998 zur Woiwodschaft Suwałki, seither zur Woiwodschaft Ermland-Masuren zugehörig.

## Religionen
Groß Jahnen mit seiner damals mehrheitlich evangelischen Bevölkerung war bis 1895 in das Kirchspiel Szabienen (1936 bis 1938: Schabienen, 1938 bis 1945: Lautersee, polnisch: Żabin), danach bis 1945 in das Kirchspiel Rogahlen (1938 bis 1945: Gahlen, polnisch: Rogale) eingepfarrt. Beide waren Teil des Kirchenkreises Darkehmen/Angerapp in der Kirchenprovinz Ostpreußen der Kirche der Altpreußischen Union. Die katholischen Kirchenglieder gehörten zur Pfarrei St. Leo in Goldap im Bistum Ermland.
Seit 1945 lebt in Jany eine überwiegend katholische Einwohnerschaft. Die hier lebenden wenigen evangelischen Kirchenglieder sind der Kirchengemeinde in Gołdap zugehörig, die ihrerseits eine Filialgemeinde der Pfarrei Suwałki in der Diözese Masuren der Evangelisch-Augsburgischen Kirche in Polen ist.

## Verkehr
Jany liegt an einer Nebenstraße, die bei Boćwinka (Alt Bodschwingken, 1938 bis 1945 Alt Herandstal) von der polnischen Woiwodschaftsstraße DW 650 (ehemalige deutsche Reichsstraße 136) abzweigt und in nördlicher Richtung bis nach Bałupiany (Ballupönen, 1938 bis 1945 Ballenau) führt. In Jany endet zudem eine Nebenstraße, die aus nordwestlicher Richtung von Widgiry (Wittgirren, 1938 bis 1945 Wittbach) herführt und vor 1945 von dem heute in Russland gelegenen Dorf Jodszinn (1938 bis 1946: Sausreppen, russisch: Tschistolpolje) kam.
Eine Bahnanbindung besteht nicht.